# Toprak-Kala
Toprak-kala (Topraq Qal'a) egy ősi hvárezmi város neve a mai Üzbegisztánban.

## Fekvése
Toprak-kala Üzbegisztánban, Karakalpaksztánban, Beruniy-tól mintegy 30 km-re északkeletre található.

## Leírása

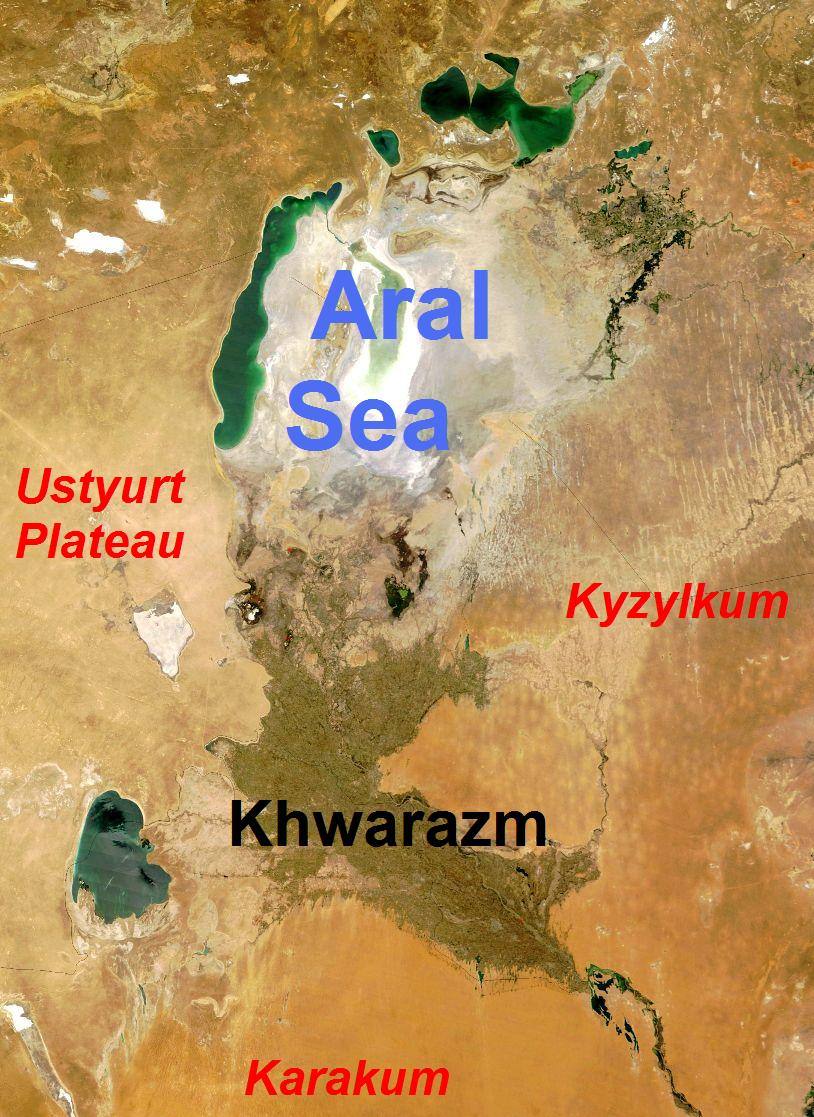
Hvárezm elhelyezkedése a térképen

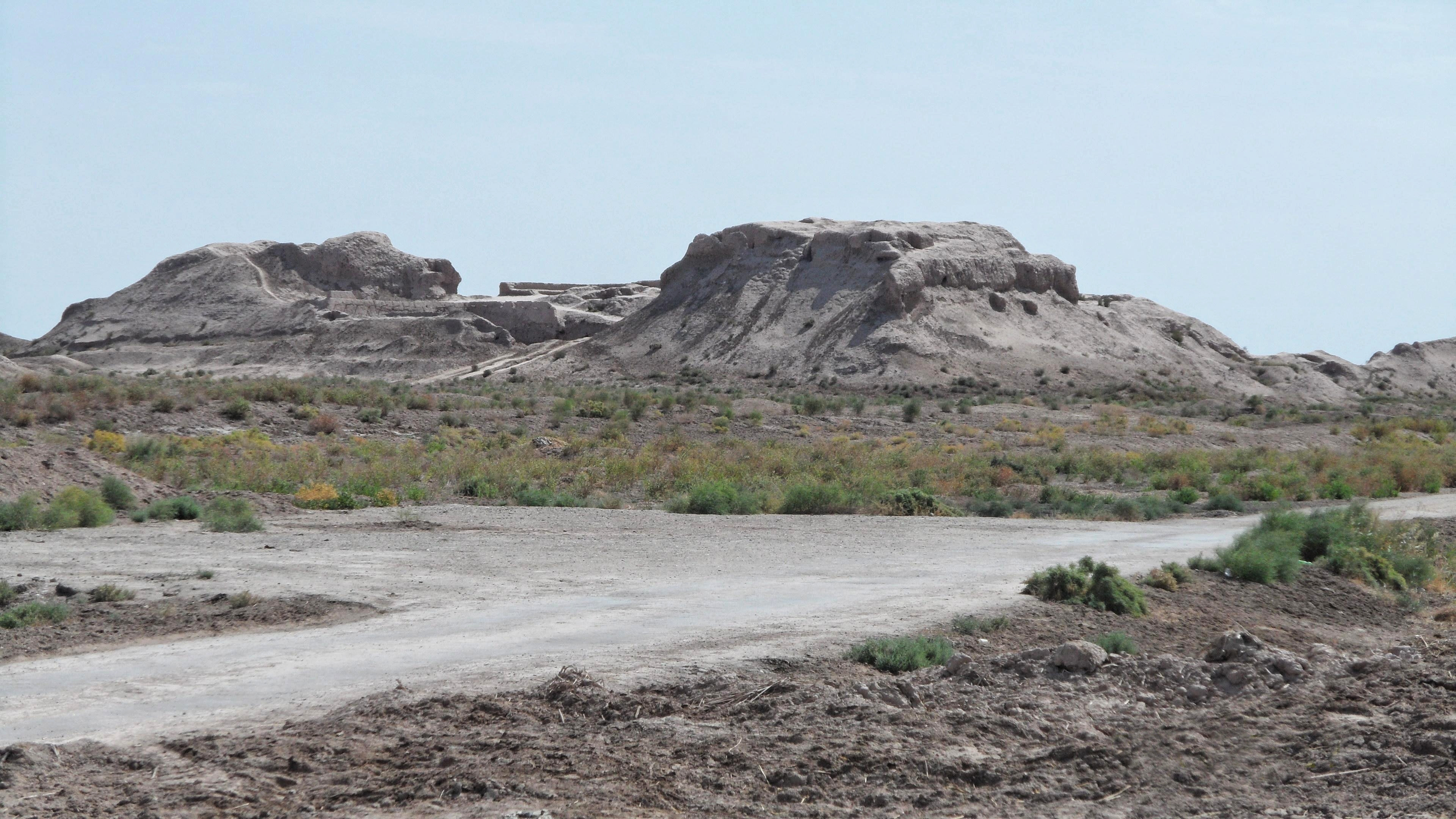
Toprak-Kala romjai (részlet)

Az  itt feltárt régészeti területen feltehetően a 3. és 4. századból való egykori város állt, mely kb. 500 × 350 méteres téglalap alakú területen feküdt, és amelyet 10-15 méter magas, szárított téglákkal körülvett, tornyokkal ellátott falak vettek körül.

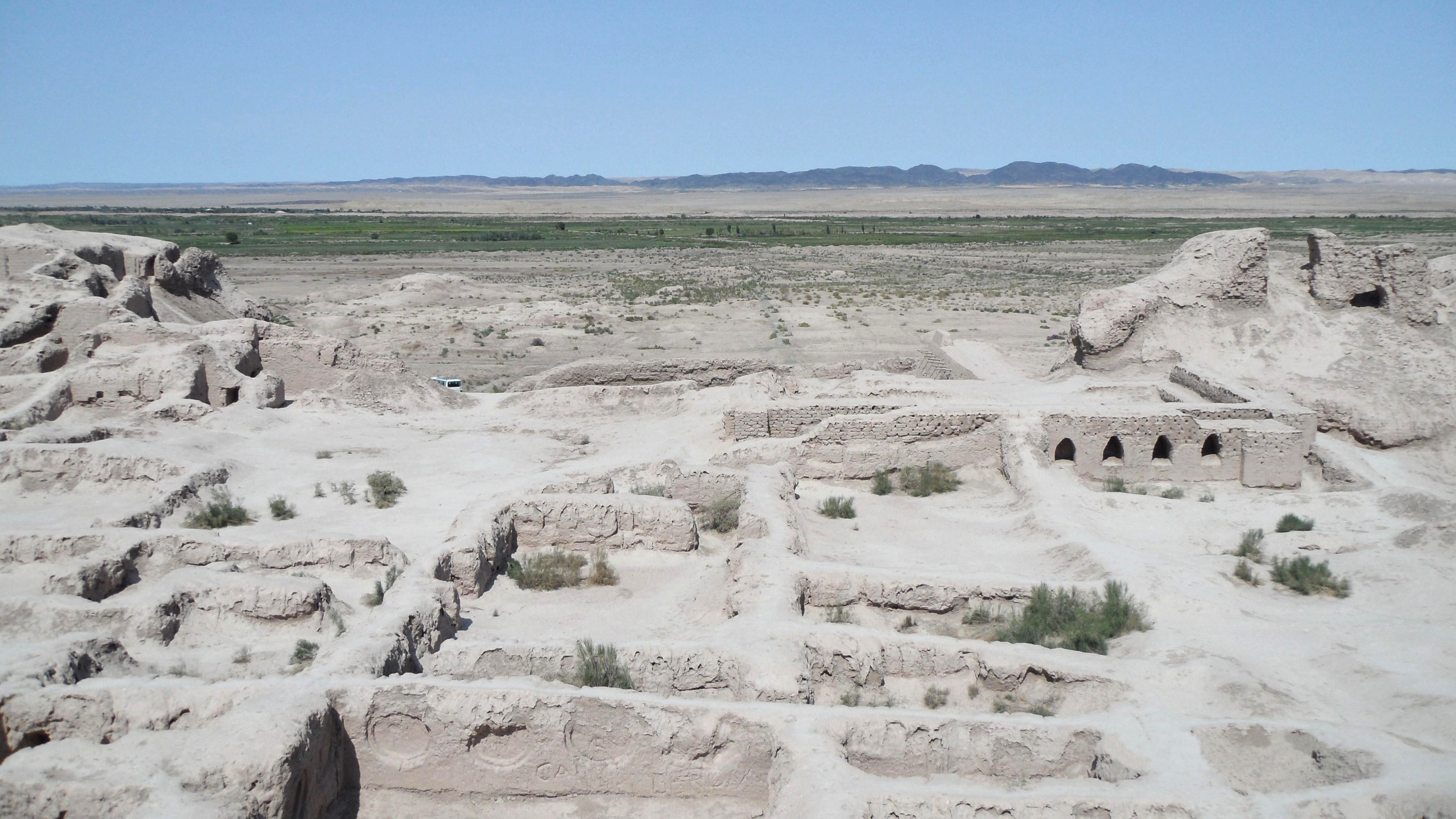
Toprak-Kala, részlet

A város déli részén a lakóépületek voltak, míg az északi része üres volt, talán piactérként szolgált. A fallal körülvett terület északnyugati sarkában egy nagy, háromrészes palotakomplexumot tártak fel, melyet háromtornyú várnak neveznek. A város északi részén egy másik palota területe volt. Úgy tartják, hogy ez volt a hvárezmi királyok állandó lakóhelye. Az utóbbi komplexum kb. 350 × 400 méter volt, 14 hektár területen feküdt. Az épületet részben domborművek és festmények díszítették, de rosszul megőrzött állapotban maradtak fenn.
A háromtornyos kastély 14 méter magas platformon állt, és eredetileg 80 × 80 méter magas volt. Később még hozzáépítettek három, körülbelül 40 × 40 méteres blokkot. Az épületnek több mint 150 szobája volt, amelyek közül sok boltíves mennyezettel rendelkezett, a nagyméretű szobákban valószínűleg fából készült tetők voltak, amelyek fából készült oszlopokkal rendelkeznek. A különlegesen gazdag szobák a központi épületben találhatók. A 280 m²-es teremben 10 oszlop és egy fal található. A falakat fényesre festették, lapos domborművel díszítették, és itt is agyagszobrok álltak egy padsoron, amely a terem falai mentén futott. Úgy tartják, hogy a csarnok az uralkodó kultuszát szolgálta. Egy szobában táncoló párok, egy másikban szarvasok láthatók szinte természetes méretben, míg számos szoba festményekkel volt díszítve, ezenkívül egy domborművekkel. A háromtornyos kastély kulturális komplexum lehetett.
Az ásatásokat 1945 és 1950 között végezték Szergej Pavlovics Tolsztov irányítása alatt, majd az 1970-es években további ásatásokat végeztek itt Jurij A. Rapoport irányításával.

## Fordítás
- Ez a szócikk részben vagy egészben  a   Toprak-kala című német Wikipédia-szócikk ezen változatának fordításán alapul.  Az eredeti cikk szerkesztőit annak laptörténete sorolja fel. Ez a jelzés csupán a megfogalmazás eredetét és a szerzői jogokat jelzi, nem szolgál a cikkben szereplő információk forrásmegjelöléseként.